# Ступінь збереженості оселищ
Ступінь збереженості оселищ (біотопів) є інтегральною оцінкою цих трьох складових: 
А – найвищий ступінь збереженості (найвищий ступінь збереженості структури незалежно від результатів оцінки інших двох складових або високий ступінь збереженості структури і найкращі перспективи збереження незалежно від результатів оцінки третьої складової); 
В – високий ступінь збереженості (високий ступінь збереженості структури і хороші перспективи незалежно від результатів оцінки третьої складової; або високий ступінь збереженості структури, середні або погані перспективи, легке або можливе помірними зусиллями відновлення; або середня або частково деградована структура, найкращі перспективи, легке або можливе помірними зусиллями відновлення; або  середня або частково деградована структура,  хороші перспективи і легке відновлення), 
С – середній або низький ступінь збереженості (усі інші комбінації). Для синантропної групи біотопів ці показники не оцінювалися.
Ступінь збереженості визначається відповідно до рекомендацій щодо заповнення стандартної форми даних для територій Натура 2000 .